# Patientskadenämnden
Patientskadenämnden är en särskild nämnd, som ska yttra sig enligt patientskadelagen på begäran av patient, annan skadelidande, vårdgivare, försäkringsgivare eller domstol.
Nämnden administreras av Patientförsäkringsföreningen, där de försäkringsgivare som meddelar patientförsäkring ingår. 
Patientskadenämndens yttrande är endast rådgivande och utgör en rekommendation till försäkringsgivaren. 
Nämnden består av ordförande samt sex ledamöter. Ordföranden ska vara eller ha varit domare. Tre ledamöter ska företräda patienternas intressen, en vara medicinskt sakkunnig, en vara insatt i personskadereglering och en ha speciell kunskap om hälso- och sjukvård.
Som nämndens beslut gäller den mening som omfattats av mer än hälften av antalet ledamöter. Vid lika röstetal har ordföranden utslagsröst.